# Вонвольниця (Нижньосілезьке воєводство)
Вонвольниця (пол. Wąwolnica) — село в Польщі, у гміні Стшелін Стшелінського повіту Нижньосілезького воєводства.
Населення — 120 осіб (2011).
У 1975—1998 роках село належало до Вроцлавського воєводства.

## Демографія
Демографічна структура станом на 31 березня 2011 року:
|          | Загалом | Допрацездатний вік | Працездатний вік | Постпрацездатний вік |
| -------- | ------- | ------------------ | ---------------- | -------------------- |
| Чоловіки | 63      | 13                 | 43               | 7                    |
| Жінки    | 57      | 10                 | 35               | 12                   |
| Разом    | 120     | 23                 | 78               | 19                   |